# 古斯塔夫·米
古斯塔夫·米（1869年9月29日—1957年2月13日），德国物理学家。

## 传记
米生于罗斯托克。1886年，他進入罗斯托克大学攻讀数学和物理学。 除了他的主修科目，他也學生化学、动物学、地质学、矿物学、天文学、逻辑和形上学的课程。在1889年，年仅22岁的他在海德堡大学取得了数学博士学位。
1897年，他获得了哥廷根大学理论物理学的授课资格。在1902年，他成为格赖夫斯瓦尔德大学的理论物理学特别教授。1917年，他成为哈雷-维滕贝格大学实验物理学的全职教授。1924年，前往弗莱堡大学任教直至退休。
他在1957年于弗莱堡辞世。